# ФК Ветра
Фудбалски клуб Ветра (литв. Futbolo klubas Vėtra) је био литвански фудбалски клуб из главног града Вилњуса, који се такмичио у А лиги Литваније.
Клуб је основан 1996. године и био је у почетку у насељу Rūdiškės, дистрикту Вињнус. Године 2003, купује стадион у Виљнусу и пресељава се тамо. Угашен је 2010. због финансијских проблема и дугова према играчима и тренерима.

## Успеси клуба
- A Лига
  - 2. место: 2009.
  - 3. место: 2003, 2006, 2008.
- Куп Литваније
  - финалиста: 2003, 2005, 2008

Пласмани у првенству Литваније:
- 2003. — 3. место
- 2004. — 5. место
- 2005. — 4. место
- 2006. — 3. место
- 2007. — 5. место
- 2008. — 3. место
- 2009. — 2. место

## Ветра у европским такмичењима
Ветра први пут игра у европским такмичењима 2004. у Интертото купу где је стигла до трећег кола са билансом од три победе, два ремија и једним поразом. Њихови резултати у 2005. нису били успешни, јер су били елиминисани у првом колу од каснијег финалисте Клужа. У 2006. је играла против ирског Шелбурна из Даблина у УЕФА купу 2006/07. и изгубила 0-1 код куће и 0-4 у гостима.
У Интертото купу 2007, Ветра у другом колу игра са Легијом из Варшаве и после искључења Легије из такмичења по одлуци УЕФА Ветра добија службено са 3-0 и прелази у треће коло где је изгубила од енглеског Блекбурн роверса.
Следеће сезоне учествује у УЕФА купу 2008/09, али испада у првом колу квалификација од Викинга из Норвешке.
Освајањем 3. места у А Лиги 2008. Ветра се пласирала да учествује у првом такмичењу Лиге Европе 2009/10. У првом колу квалификација Ветра је избацила луксембуршки Гревенмахера, а затим у другом колу и фински Хелсинки. Испала је у трећем колу од енглеског Фулама.

## Рефултати европских такмичења
| Сезона   | Такмичење     | коло        | Клуб            | Резултат         |
| -------- | ------------- | ----------- | --------------- | ---------------- |
| 2004     | Интертото куп | 1. коло     | Транс Нарва     | 3:0, 1:0         |
|          |               | 2. коло     | Хибернијан      | 1:1, 1:0         |
|          |               | 3. коло     | Ејсберг         | 1:1, 0:4         |
| 2005     | Интертото куп | 1. коло     | Клуж            | 2:3, 1:4         |
| 2006     | Интертото куп | 1. коло     | Шелбурн         | 0:1, 0:4         |
| 2007.    | Интертото куп | 1. коло     | Лианели         | 3:1, 3:5         |
|          |               | 2. коло     | Легија          | '2:0'/3:0, (сл.) |
|          |               | 3. коло     | Блекбурн роверс | 0:2, 0:4         |
| 2008/09. | УЕФА куп      | 1. коло кв. | Викинг          | 1:0, 0:2         |
| 2009/10. | Лига Европе   | 1. коло кв. | Гревенмахер     | 3:0, 3:0         |
|          |               | 2. коло кв. | Хелсинки        | 0:1, 3:1         |
|          |               | 3. коло кв. | Фулам           | 0:3, 0:3         |

## Збирни европски резултати
| Такмичење                | ИГ. | Д | Н | ИЗ. | ГД | ГП |
| ------------------------ | --- | - | - | --- | -- | -- |
| Лига шампиона            | 0   | 0 | 0 | 0   | 0  | 0  |
| Куп победника купова     | 0   | 0 | 0 | 0   | 0  | 0  |
| УЕФА куп                 | 8   | 4 | 0 | 4   | 10 | 10 |
| Интертото куп            | 15  | 5 | 2 | 8   | 19 | 30 |
| I. Укупно УЕФА такмичења | 23  | 9 | 2 | 12  | 29 | 40 |

## Тренери клуба
- Валдас Иванаускас, 2004
- Aleksandr Tarchanov, 2007
- Virginijus Liubšys, 2008–2010